# アレッポ
座標: 北緯36度13分 東経37度10分 / 北緯36.217度 東経37.167度
アレッポ（アラビア語: حلب(Halab) ['ħalab], トルコ語: Halep、フランス語: Alep, イタリア語・英語: Aleppo）は、シリア（シリア・アラブ共和国）北部にある都市である。トルコとの国境に近い。人口は2008年現在で約167万人。
アラビア語では「新鮮な乳」の意味の「ハラブ」と呼ぶ。アレッポはシリア地方でも最古の都市の内の一つで、古代にはハルペ (Khalpe) の名で知られた。古代ギリシア人は、ユーフラテス川流域（メソポタミア）と地中海の中間に当たる戦略上の要地であるこの町を占領してベロエア (Beroea) と呼んだこともある。もともとは、クウェイク川両岸の広くて肥沃な谷にある、幾つかの丘の集まりの上に建てられた都市だった。
ハラブ県の領域は市の周辺16,000 km²に及びアル＝バーブ、サフィラ、マンビジ、アイン・アル＝アラブなどの近郊農村都市を抱え、住民は370万人にのぼる。2007年の推計では4,393,000人とシリア最大の県である。
かつてレバント貿易で賑わう国際市場であったが、列強の近代鉄道政策がイズミルを選好した。現在、アレッポ国際空港で中東や欧州各国と結ばれている。

## 概要
アレッポ市街は、新市街と旧市街にはっきり分かれている。旧市街は5km弱の長さの城壁に囲まれ、7つの城門がある。1138年に起きたアレッポ地震は、とりわけアレッポとその周囲に壊滅的な被害を与えた。当時の記録による被害者数には全幅の信頼は置けないが、23万人以上の犠牲者が出たとみられ、世界地震史上でも4番目に犠牲者数の多い地震となっている。
アラビア語の都市名「ハラブ」は乳の意味で、アブラハムが旅してきた旅人たちに乳を振舞ったとの伝承から来ている。古代から（伝説によればダビデ王の頃から）の大きなユダヤ人コミュニティがあり、9世紀に建てられた大きなシナゴーグがある。このシナゴーグが、930年ごろにベン・アシェル家が書き写した旧約聖書の最古級の写本「アレッポ写本」があった場所で、1947年に起こったユダヤ人に対する暴動を経て、現在写本はエルサレムにある。ユダヤ人コミュニティは政治的・経済的な理由からアレッポを去っている。

## 地理
シリア北西部に位置し、地中海から約120㎞内陸に位置する。標高380mの高原にある。トルコとの国境であるバブ・アル＝ハワ国境から東に45kmに位置する。

### 市域
アレッポは城塞を中心とする旧市街とそれを取り囲む新市街から成る。

### 気候
ケッペンの気候区分でステップ気候(BSk)に区分される。
| アレッポ(標高393メートル (1,289フィート)) (1961年–1990年)の気候 | アレッポ(標高393メートル (1,289フィート)) (1961年–1990年)の気候 | アレッポ(標高393メートル (1,289フィート)) (1961年–1990年)の気候 | アレッポ(標高393メートル (1,289フィート)) (1961年–1990年)の気候 | アレッポ(標高393メートル (1,289フィート)) (1961年–1990年)の気候 | アレッポ(標高393メートル (1,289フィート)) (1961年–1990年)の気候 | アレッポ(標高393メートル (1,289フィート)) (1961年–1990年)の気候 | アレッポ(標高393メートル (1,289フィート)) (1961年–1990年)の気候 | アレッポ(標高393メートル (1,289フィート)) (1961年–1990年)の気候 | アレッポ(標高393メートル (1,289フィート)) (1961年–1990年)の気候 | アレッポ(標高393メートル (1,289フィート)) (1961年–1990年)の気候 | アレッポ(標高393メートル (1,289フィート)) (1961年–1990年)の気候 | アレッポ(標高393メートル (1,289フィート)) (1961年–1990年)の気候 | アレッポ(標高393メートル (1,289フィート)) (1961年–1990年)の気候 |
| 月                                                              | 1月                                                             | 2月                                                             | 3月                                                             | 4月                                                             | 5月                                                             | 6月                                                             | 7月                                                             | 8月                                                             | 9月                                                             | 10月                                                            | 11月                                                            | 12月                                                            | 年                                                              |
| --------------------------------------------------------------- | --------------------------------------------------------------- | --------------------------------------------------------------- | --------------------------------------------------------------- | --------------------------------------------------------------- | --------------------------------------------------------------- | --------------------------------------------------------------- | --------------------------------------------------------------- | --------------------------------------------------------------- | --------------------------------------------------------------- | --------------------------------------------------------------- | --------------------------------------------------------------- | --------------------------------------------------------------- | --------------------------------------------------------------- |
| 最高気温記録 °C （°F）                                          | 18.0 (64.4)                                                     | 23.0 (73.4)                                                     | 28.1 (82.6)                                                     | 35.7 (96.3)                                                     | 39.6 (103.3)                                                    | 41.0 (105.8)                                                    | 43.4 (110.1)                                                    | 44.3 (111.7)                                                    | 41.0 (105.8)                                                    | 39.0 (102.2)                                                    | 29.7 (85.5)                                                     | 21.3 (70.3)                                                     | 44.3 (111.7)                                                    |
| 平均最高気温 °C （°F）                                          | 10.0 (50)                                                       | 12.5 (54.5)                                                     | 16.5 (61.7)                                                     | 22.2 (72)                                                       | 28.8 (83.8)                                                     | 33.5 (92.3)                                                     | 36.0 (96.8)                                                     | 35.9 (96.6)                                                     | 33.1 (91.6)                                                     | 26.6 (79.9)                                                     | 18.5 (65.3)                                                     | 12.1 (53.8)                                                     | 23.8 (74.8)                                                     |
| 日平均気温 °C （°F）                                            | 5.6 (42.1)                                                      | 7.4 (45.3)                                                      | 11.0 (51.8)                                                     | 15.8 (60.4)                                                     | 21.1 (70)                                                       | 25.8 (78.4)                                                     | 28.3 (82.9)                                                     | 28.1 (82.6)                                                     | 25.2 (77.4)                                                     | 19.4 (66.9)                                                     | 12.3 (54.1)                                                     | 7.3 (45.1)                                                      | 17.3 (63.1)                                                     |
| 平均最低気温 °C （°F）                                          | 1.7 (35.1)                                                      | 2.9 (37.2)                                                      | 5.3 (41.5)                                                      | 9.3 (48.7)                                                      | 13.6 (56.5)                                                     | 18.0 (64.4)                                                     | 20.9 (69.6)                                                     | 20.8 (69.4)                                                     | 17.6 (63.7)                                                     | 12.5 (54.5)                                                     | 6.6 (43.9)                                                      | 3.4 (38.1)                                                      | 11.1 (52)                                                       |
| 最低気温記録 °C （°F）                                          | −11.3 (11.7)                                                    | −7.7 (18.1)                                                     | −5.5 (22.1)                                                     | −4.0 (24.8)                                                     | 5.0 (41)                                                        | 10.0 (50)                                                       | 12.0 (53.6)                                                     | 12.1 (53.8)                                                     | 6.0 (42.8)                                                      | −2.0 (28.4)                                                     | −12.0 (10.4)                                                    | −10.8 (12.6)                                                    | −12.0 (10.4)                                                    |
| 降水量 mm （inch）                                              | 60.0 (2.362)                                                    | 51.0 (2.008)                                                    | 45.2 (1.78)                                                     | 33.5 (1.319)                                                    | 19.0 (0.748)                                                    | 2.3 (0.091)                                                     | 0.1 (0.004)                                                     | 0.0 (0)                                                         | 1.3 (0.051)                                                     | 22.5 (0.886)                                                    | 36.1 (1.421)                                                    | 58.4 (2.299)                                                    | 329.4 (12.969)                                                  |
| 平均降水日数 （≥1.0 mm）                                        | 9.3                                                             | 8.2                                                             | 7.2                                                             | 5.2                                                             | 2.6                                                             | 0.6                                                             | 0.1                                                             | 0.0                                                             | 0.3                                                             | 3.2                                                             | 5.1                                                             | 9.3                                                             | 51.1                                                            |
| % 湿度                                                          | 84                                                              | 79                                                              | 68                                                              | 65                                                              | 50                                                              | 42                                                              | 42                                                              | 45                                                              | 46                                                              | 55                                                              | 66                                                              | 80                                                              | 60                                                              |
| 平均月間日照時間                                                | 120.9                                                           | 140.0                                                           | 198.4                                                           | 243.0                                                           | 319.3                                                           | 366.0                                                           | 387.5                                                           | 365.8                                                           | 303.0                                                           | 244.9                                                           | 186.0                                                           | 127.1                                                           | 3,001.9                                                         |
| 平均日照時間                                                    | 3.9                                                             | 5.0                                                             | 6.4                                                             | 8.1                                                             | 10.3                                                            | 12.2                                                            | 12.5                                                            | 11.8                                                            | 10.1                                                            | 7.9                                                             | 6.2                                                             | 4.1                                                             | 8.2                                                             |
| 出典1：ドイツ気象局                                             |                                                                 |                                                                 |                                                                 |                                                                 |                                                                 |                                                                 |                                                                 |                                                                 |                                                                 |                                                                 |                                                                 |                                                                 |                                                                 |
| 出典2：NOAA                                                     |                                                                 |                                                                 |                                                                 |                                                                 |                                                                 |                                                                 |                                                                 |                                                                 |                                                                 |                                                                 |                                                                 |                                                                 |                                                                 |

## 住民

### 人口
1981年の国勢調査ではアレッポの人口はおよそ98.5万人だった。

### 民族
市街の北部にアルメニア人が多く住んでいる。

### 宗教

#### イスラーム
旧市街、および旧市街に接する東部と南部はムスリムが多いという。

#### キリスト教
アレッポにはシリア正教会の主教座が置かれている。旧市街に接する西北の地区にはキリスト教の教会が多いという。

## 歴史

### 古代

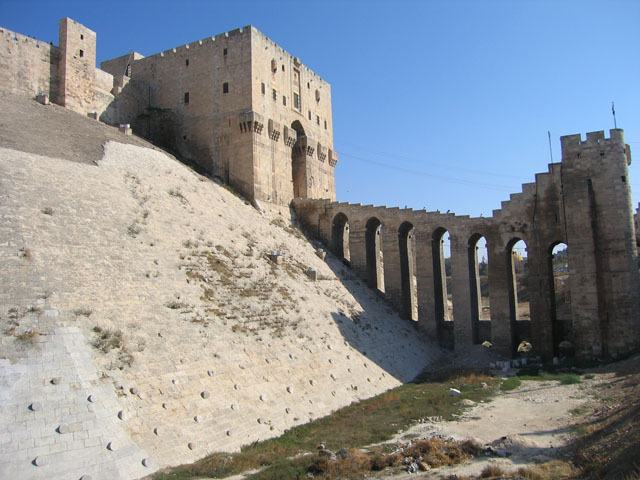
アレッポ城

現代のアレッポが古代アレッポの場所に立っているため、考古学者が発掘に当たる機会は少ない。一帯は紀元前1800年ごろから居住が始まり、ヒッタイトの記録にも記されている。ヤムハド王国の首都として栄え、その繁栄はヤムハドの支配者であったアムル人の王朝が紀元前1600年ごろ倒れるまで続いた。アレッポは紀元前800年ごろまでヒッタイトの支配下におかれ、アッシリア帝国、ペルシア帝国に支配された後、紀元前333年、セレウコス朝によって古代ギリシア人の支配するところとなった。セレウコス1世はこの都市をベロエアと改称した。セレウコス朝の支配は、紀元前64年にシリア地方がローマ帝国に征服されるまで続いた。
旧市街の真ん中に中世に建てられたアレッポ城は、市街地から50mも高い巨大な丘（部分的に、人工的に盛り土されてできた土塁）の上に立つ。土塁は上から見ると楕円形で、周りを深い堀に囲まれており城には大きな石造りの橋を渡って入る。今見ることのできる姿は13世紀にさかのぼり、以来何度かの地震（特に1822年の地震）で破損している。

### 中世

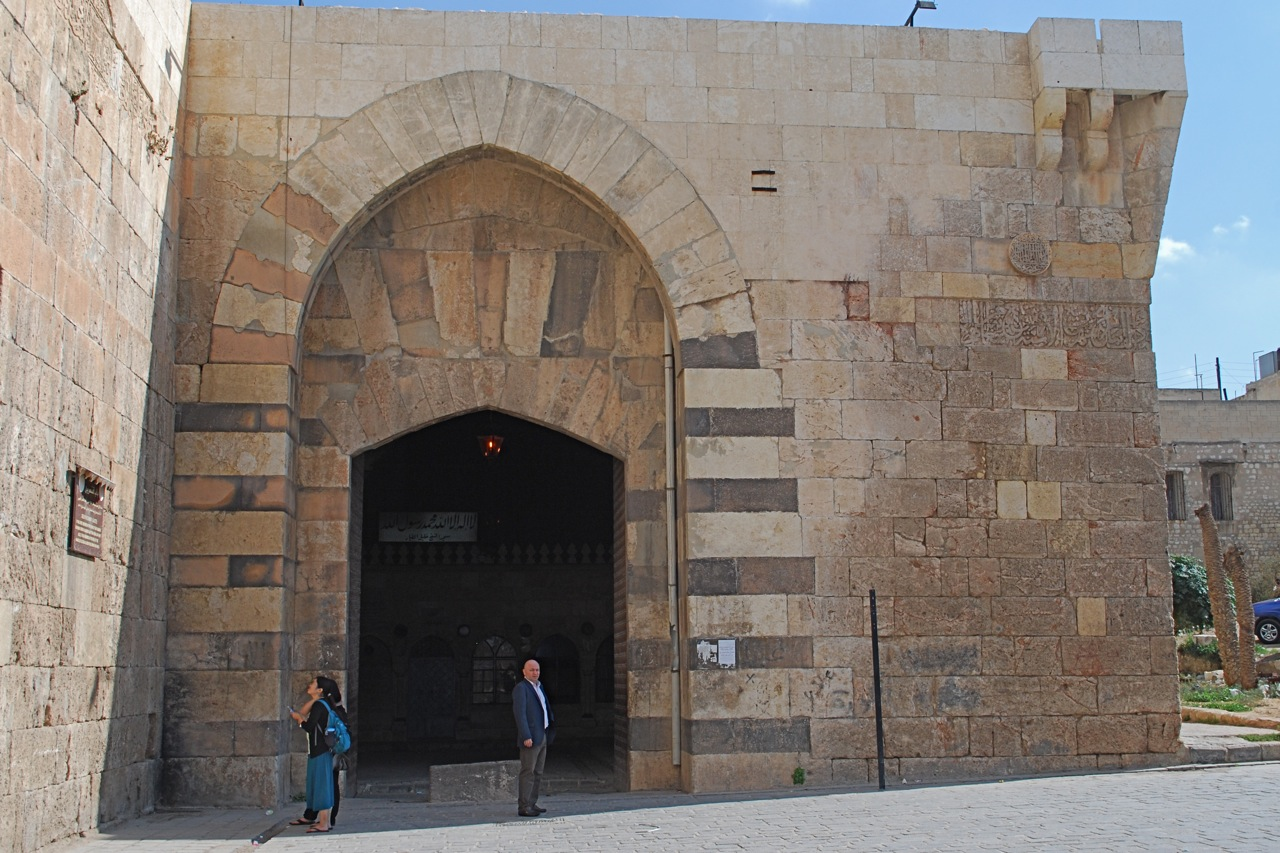
旧市街のQinnasrin門。今日の姿はアイユーブ朝の時代に再建されたものである。

ベロエアは東ローマ帝国の一部であったが、アラブ人によって637年に征服された。アレッポを征服したアラブ軍は都市の一部から住民を移動させて専用の宿営地を設けた。10世紀、944年にモースルのハムダーン朝に征服されその後モースルから独立するが、東ローマ帝国を再興させたヨハネス1世ツィミスケスが遠征し、974年から987年の短期間、支配権を取り戻した。以後ふたたびハムダーン朝の支配下となったが、1004年王家断絶によりエジプトのファーティマ朝に併合された。
1094年、テュルク系のセルジューク朝がアレッポを征服した。そこから分かれたシリア・セルジューク朝がアレッポを支配していた頃に2度、1098年と1124年に十字軍に包囲されたが、陥落はしなかった。テュルク系の諸アタベク政権であるアルトゥク朝、ザンギー朝の支配を経て1183年、街はエジプトにアイユーブ朝を開いたクルド人将軍サラディンの手により開城され、アイユーブ朝の支配が始まった。
モンゴル帝国のフレグは1260年1月にアレッポを征服したのちに男子を虐殺し、10万人の女子供を奴隷商人に売り払った（アレッポ攻囲戦）。その後、フレグの創設したイルハン朝の後継争いの中、1317年に地元の領主が独立し、エジプトのマムルーク朝の影響下に入った。1400年10月にはティムールの軍がマムルーク総督が守備していたアレッポを陥落させた。このときアレッポには、戦いで命を落とした2万人の頭蓋骨で小山が築かれ、破壊されたモスクやマドラサは二度と修復されることは無かったという。また、アレッポからは著名な学者や熟練の職人がティムール朝の首都であるサマルカンドへ強制移住させられた。1516年8月24日、アレッポ北方においてオスマン帝国軍とマムルーク朝軍との間でマルジュ・ダービクの戦いが行われた。しかし当時アレッポの総督だったハーイル・バイはオスマン帝国に寝返っており、彼の戦線離脱を受けたマムルーク朝軍は戦闘に敗れ、オスマン帝国のセリム1世はアレッポを無血のうちに占領した。

### オスマン帝国時代
アレッポの人口は1517年時点での人口は約5万人だった。オスマン帝国の支配下において、アレッポは地中海貿易の中心として発展した。ティグリス川、ユーフラテス川を通してアレッポには国際商品が集積された。特にインド産の綿布や染料が中心であり、中国やチベットからイランを経由してジャコウやダイオウが来ていたともいわれる。また、イラン産の絹の中継地でもあり、アルメニア人商人によってアレッポにもたらされた絹がヴェネツィアの商人が買い付けていたという。商業発展にともなう公式・非公式のカピチュレーションが領事館を増やしていった。1548年ヴェネツィア共和国の、1562年フランスの、1583年イングランド王国の、1613年オランダの領事館が設置された。しかし、サファヴィー朝の滅亡を境として、イランとアレッポの道中の治安が悪化したことでイラン産の絹はアレッポを経由しなくなり、香辛料貿易もまた、その重要性を失った。しかし、インド洋との結びつきは保持されたためアレッポはすぐさまその機能を失うことはなかった。

### 近現代

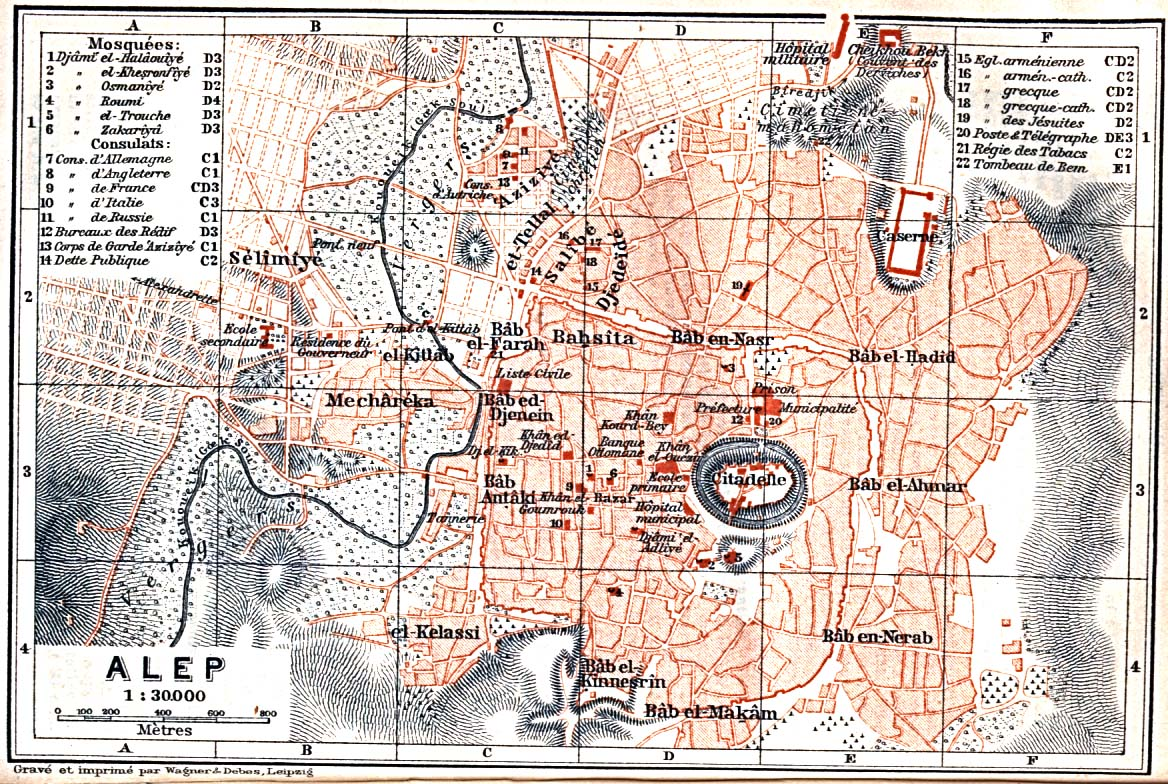
1912年のアレッポの地図。城の土塁が街の真中にある

エジプト・シリア戦役に際して、フランス商人は財産・諸特権を没収・剥奪され拷問にかけられたが、シドニー・スミスがフランス人釈放を交渉した。
1823年コレラが流行した。加えて、メリノ種が世界中に拡散し、またエジプトがイギリスの保護国となり、欧州側の供給量が増えてアレッポの交易バランスは崩れた。この間にスエズ運河も開通しており、国際市場はイズミルへ移った。
1901年には都市人口は約12万5千人になった。第一次世界大戦によるオスマン帝国滅亡後、オスマン領のシリア・パレスチナ地方はイギリスとフランスで分割され、アレッポはフランス委任統治領シリアの一部となった。

#### フランス植民地時代
フランスの植民地支配下では近代化が進み、1929年にはトラムが敷設された。フランス人による都市計画も行われ、1931年にはルネ・ダンジェが最初の都市計画を策定した。しかし、ダンジェの計画は事業許可が下りず、1938年に更新された。アレッポの都市計画はダンジェの弟子であるミシェル・エコシャールに引き継がれた。エコシャールはダンジェの計画に大きな変更は加えず、歴史的町並みの修復などを提案したが、第二次世界大戦が始まったことでこのエコシャールの計画も実現しなかった。

#### 独立後
アレッポは第二次世界大戦後、近代的な都市計画により計画都市へと変貌した。1954年、アンドレ・ギュトンは、近代的な自動車交通に対応するよう、町並みを貫くように何本かの広い車道を計画した。1970年代には、古い町の大部分が近代的なアパート街区建設のため破壊された。一方で再開発に反対する住民運動により、1977年には日本人の番匠谷尭二によって旧市街を分断する道路計画に変更が加えられた。残った市街地の保全が公私の資金で進み、1986年にはアレッポ市街は世界遺産に登録された。急激な開発は外資の受容だけでなく治安対策もかねた。すなわち、アレッポはハマー虐殺発端の一地域であった。1977年には国際農業研究協議グループ傘下の国際乾燥地農業研究センターが置かれているが、次節のシリア内戦でベイルートに避難した。

### シリア内戦
2011年から続く内戦に端を発した政府軍と反体制派（自由シリア軍）との対立は、2012年7月下旬にアレッポ市内にも拡大。一部では市街戦の様相を呈したため、市民の多くが市街地から避難を余儀なくされた。2012年9月28日に政府軍と反体制派の戦闘によりスークにて火災が発生し、歴史的な店舗の大半は消失した。
2013年には市内においてアルカーイダ系組織のアル＝ヌスラ戦線の活動が活発化。同年4月、同組織と政府側が大モスクをめぐり攻防を行う中でミナレットが爆破された。また、モスクの宝物が盗まれる被害が出ている。
2014年以降も空爆などにより市街地が破壊され、多数の犠牲者が発生している。
2016年12月22日、政府軍がアレッポの全域を奪還したと宣言した。

### トルコ・シリア地震
2023年2月6日、トルコ・シリア地震が発生。市内東部のアル・シャール地区などで、複数階の建物が多数倒壊して多くの死傷者を出した。

### シリア反政府勢力による掌握
2024年11月27日、シャーム解放機構を中心とするシリア反政府勢力は、シリア北西部で政府軍に対する攻撃を開始した。
11月29日、シリア反政府勢力はアレッポに侵入し、11月30日早朝には市中心部のアレッポ城まで到達、朝までに反政府勢力はアレッポの大半を制圧し、政府軍をサフィラ方面に撤退させた。
政府軍の撤退後、シリア民主軍がアレッポ国際空港とシェイク・ナジャール地区を一時占拠したが、夕方までに反政府勢力はアレッポ国際空港を制圧した。
12月1日、反政府勢力は市郊外の火力発電所、野戦砲兵学校、陸軍士官学校を制圧した。12月2日、反政府勢力はシリア民主軍からシェイク・ナジャール地区を奪取した。

## 経済

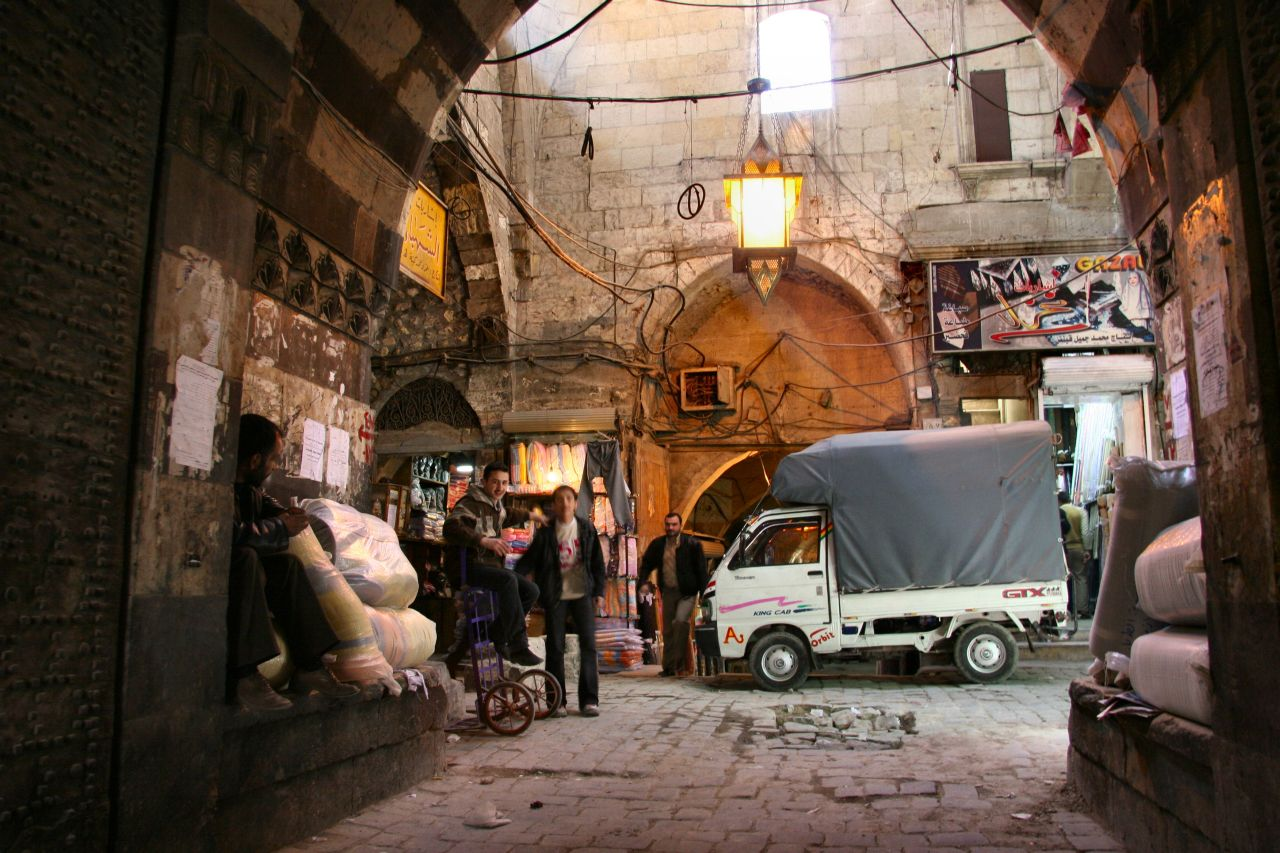
スーク（市場）の中

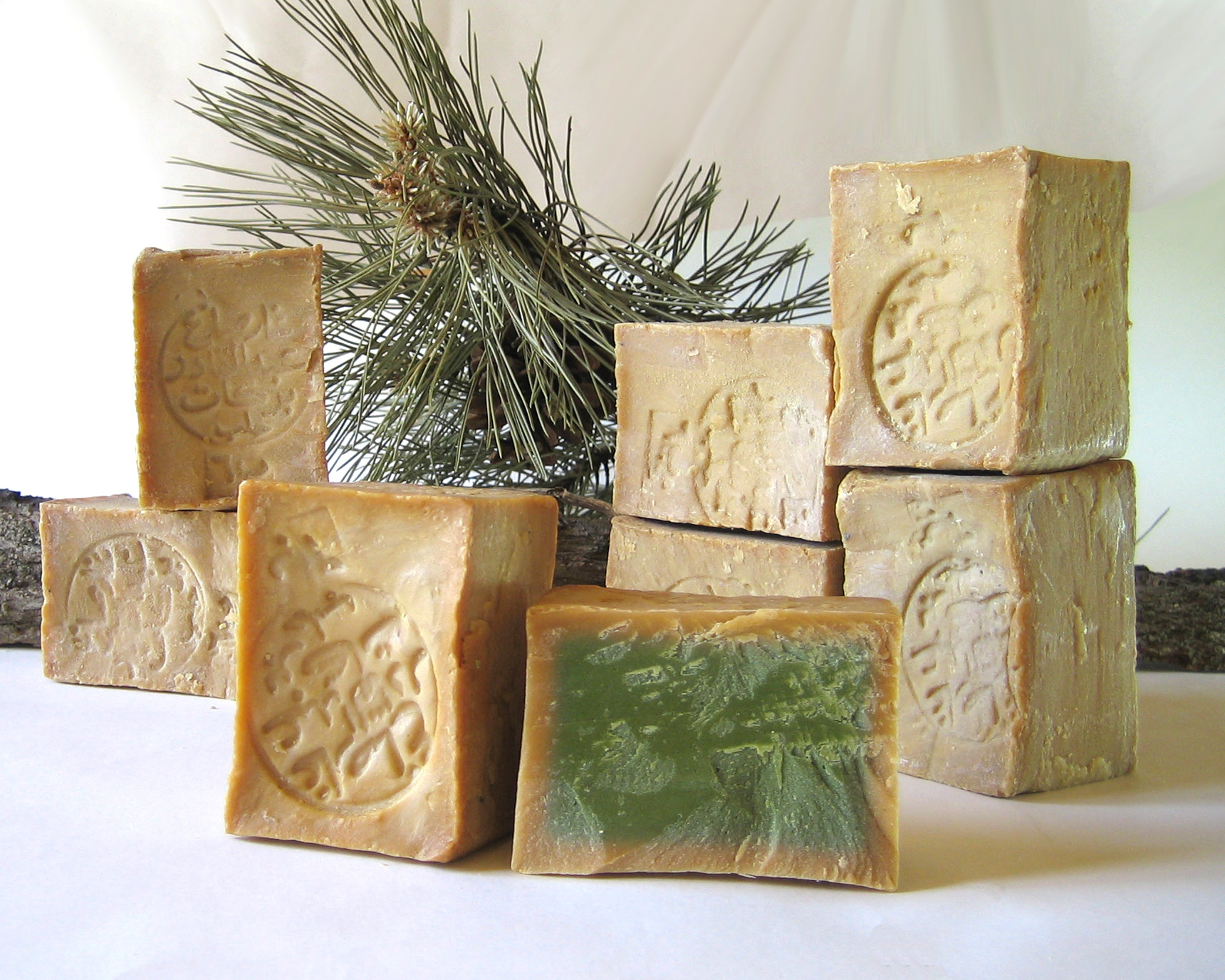
特産品のアレッポ石鹸

古代からの交易都市として、アレッポにも印象的な「スーク (市)」と「ハーン（キャラバンサライ、隊商宿）」があり、その規模と豪華さは中東でも随一のものである。
街の主要な役割は交易であった。東西と南北の2本の重要な交易路の交差点に当たり、東南アジア、中国、インド、メソポタミアの物資を中継してアンタキヤやラタキアなど地中海沿岸の諸港に送り、イタリア海洋都市に売るというレバント貿易で大きな収益を上げた。またアレッポは南300kmにあるダマスカスとも街道（険しい地中海沿いでなく、内陸のアンチレバノン山脈のふもとを通ることが多かった）でつながっていた。この道は、エルサレムやマッカ（メッカ）などへの巡礼路となり、エジプト、アフリカ方面の産物もこの道を経てアレッポへ届いていた。この交易はしばしば政治的な理由で中断されたが、ヨーロッパ人が喜望峰回りでインドへ向かう海路やエジプトから紅海を通る海路を開発するまでは繁栄し続けた。海路が主流となり陸路を使う東西交易が少なくなって以来、物資の中継は激減しアレッポは衰退を始め、主な輸出品は周囲の農村の作物を加工した農産品、小麦・綿・ピスタチオ・オリーブ、羊、オリーブオイルで作られた石鹸（アレッポ石鹸）などに変わっていった。

## 交通

### 空港
- アレッポ国際空港

### 鉄道
国内およびトルコを結ぶ鉄道の鉄道駅がある。

## 教育
- アレッポ大学
- Al-Shahba University
- Cordoba Private University

## スポーツ
アレッポをホームとするサッカークラブがある。
- アル・イテハド・アレッポ

## 建築物

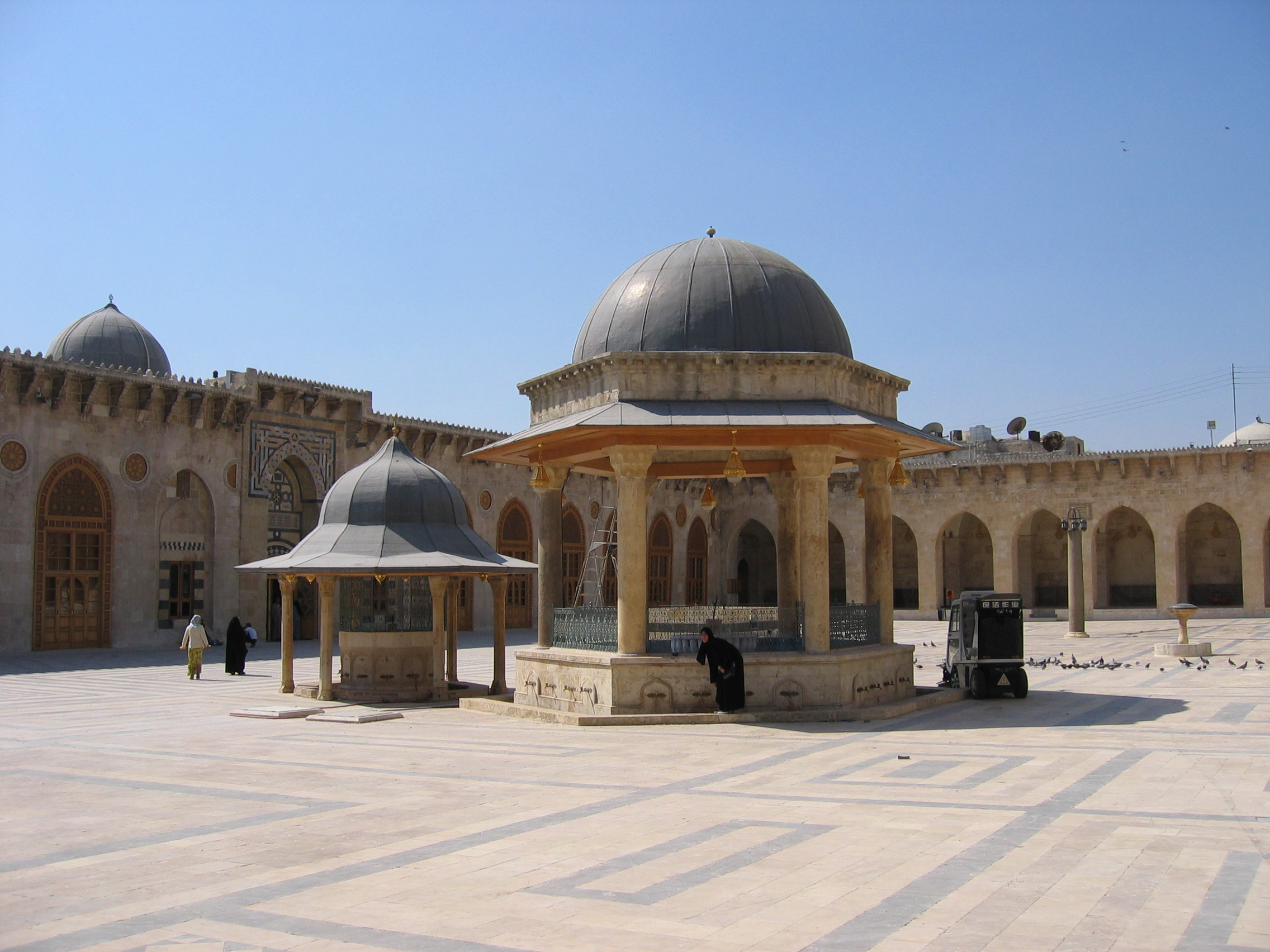
アレッポの大モスク（ジャーミー・ハラブ・アル＝カビール Jāmi‘ Halab al-Kabīr）。アレッポのウマイヤド・モスクとも呼ばれる

アレッポには「マドラサ・ハラウィヤ」を含む数多くのモスクがある。マドラサ・ハラウィヤはもと6世紀に建てられたビザンティン建築の「聖ヘレナ大聖堂」の建物であり、もとはローマ皇帝コンスタンティヌス1世の母で熱心なキリスト教徒であった聖ヘレナが洗礼者ヨハネの父、祭司ザカリアのものとされる墓の上に建てた教会である。十字軍の戦争の頃、西洋人たちがアレッポ周辺の農村を略奪した際、アレッポの領主は聖ヘレナ大聖堂をモスクに変えてしまった。12世紀半ばにアレッポに本拠を置いたザンギー朝の王、ザンギーの息子であるヌールッディーンは熱心なイスラム教徒で、大聖堂の建物を取り巻くようにマドラサ（宗教大学）を創建した。
アレッポの大モスク（ジャーミー・ハラブ・アル＝カビール）はもともとウマイヤ朝が建設したものだが、現在の建築物はやはりヌールッディーンが1158年に建てたもので、1260年のモンゴル軍（フレグの軍）の侵入によって破壊されたが、その後再建された。

## 姉妹都市
- リヨン、フランス
- イズミール、トルコ
- ガズィアンテプ、トルコ
- ブレスト、ベラルーシ